# جيمس دنيس
جيمس دنيس (بالإنجليزية: James Dennis)‏ هو منافس ألعاب قوى أمريكي، ولد في 25 فبراير 1976 في كليفلاند في الولايات المتحدة.

## وصلات خارجية
- جيمس دنيس على موقع الاتحاد الدولي لألعاب القوى (الإنجليزية)
- جيمس دنيس على موقع IMDb (الإنجليزية)